# Stazione di Castelferretti-Falconara Aeroporto delle Marche
La stazione di Castelferretti-Falconara Aeroporto delle Marche è una fermata ferroviaria posta sulla linea Roma-Ancona; serve principalmente l'Aeroporto di Ancona-Falconara, ed è ubicata nella frazione di Castelferretti del comune di Falconara Marittima.
La stazione si trova di fronte al terminal partenze dell'aeroporto.

## Storia
Fino al cambio orario del 10 dicembre 2017 la fermata era denominata semplicemente "Castelferretti"; in tale data assunse la nuova denominazione di "Castelferretti-Falconara Aeroporto delle Marche".